# Sinopa
Sinopa és un gènere extint de mamífers creodonts de la família dels hienodòntids que visqueren a l'hemisferi nord entre el Paleocè superior i l'Oligocè inferior. Se n'han trobat restes fòssils a Egipte, els Estats Units, Mongòlia i la Xina. El crani feia aproximadament 15 cm. La seva anatomia fa pensar que es trobava al principi d'una tendència evolutiva cap a un estil de vida corredor. Es calcula que les diferents espècies d'aquest grup abastaven un espectre de pesos que anava des d'1,33 kg fins a 13,97 kg.